# Jānis Andris Osis
Jānis Andris Osis (Talsi, 4 ottobre 1943 – 23 luglio 2023) è stato un pittore e docente lettone.

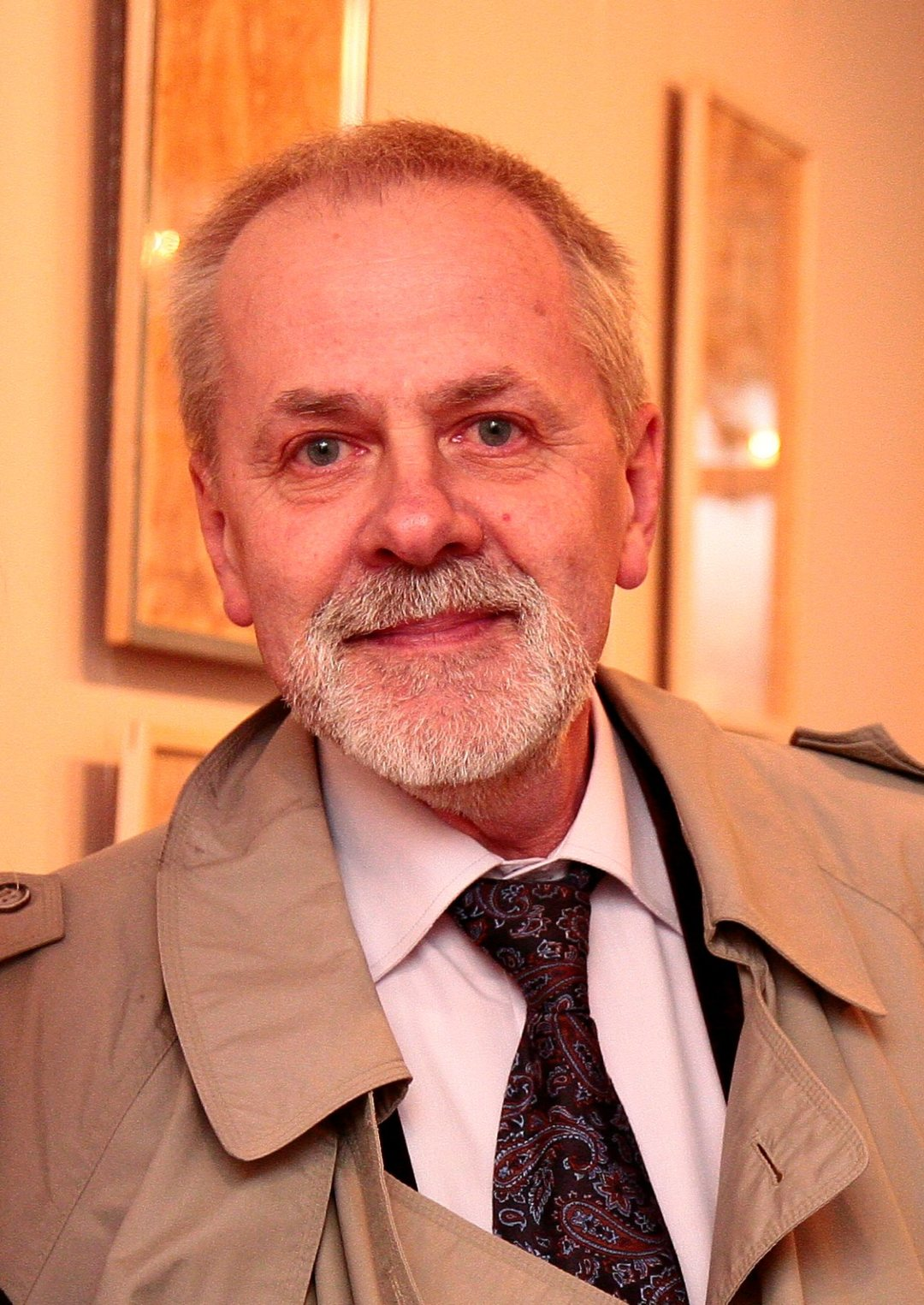
Jānis Andris Osis nel 2010 all'inaugurazione di una mostra a Riga

Fu insegnante e rettore all'Accademia delle Belle Arti della Lettonia. Le sue opere sono conservate in musei e in collezioni private in Lettonia, Stati Uniti, Russia, Germania e Giappone.

## Biografia

### Formazione scolastica
Nato a Talsi, intraprese il suo percorso scolastico presso la Talsu 2. vidusskola.
La sua formazione nel campo artistico ebbe inizio con il pittore ed insegnante di disegno Jēkabs Springis, sempre a Talsi. Egli studiò poi alla Scuola di Arti Applicate di Riga (1958-1963), e in seguito all'Accademia delle Belle Arti della Lettonia (1963-1971) presso il Dipartimento di interni e attrezzature (l'odierno Dipartimento di Design) dove si laureò con una tesi sotto la supervisione del professor Aleksandar Stankevičs.

### Attività artistica
Negli anni 1960 iniziò la propria attività artistica e nel 1967 espose per la prima volta le sue opere. Nel 1970 partecipò alla mostra di giovani artisti a Mosca, dove ricevette il premio dell'Accademia delle Belle Arti dell'URSS. Negli anni successivi prese parte a diverse mostre collettive in Lettonia, Stati Uniti, Germania e Italia.
Nel 1975 divenne membro dell'Unione degli artisti lettone e dal 1993 al 1998 fu membro dell'Associazione Internazionale d'Arte "B13". Negli anni 2000 si cimentò invece nelle opere di pittura optical e spaziali. Il tema delle paludi è il suo prediletto, che raffigura spesso nelle opere.

### Attività pedagogica
Osis fu docente presso l'Accademia d'arte lettone. Dal 1997 al 2007 ne divenne rettore, sostituendo in questo incarico Indulis Zariņš. Diresse inoltre il Dipartimento di Arte Ambientale del Dipartimento di Design.